# Ostrogozhsk
Ostrogozhsk (ruso: Острого́жск) es una ciudad rusa, capital del raión homónimo en la óblast de Vorónezh.
En 2021, el territorio de la ciudad tenía una población de 32 520 habitantes, de los cuales 31 699 vivían en la propia ciudad y el resto repartidos en seis pedanías: los pueblos (siola) de Volóshino y Nóvaya Mélnitsa, los jutorá de Lobkin, Samopomoshch y Ushakov y el posiólok de Trud.
Se ubica a orillas del río Tíjaya Sosná, a medio camino entre Vorónezh y Rósosh en la carretera que une ambas ciudades. Al oeste de la ciudad sale una carretera que lleva a Chernianka y Korocha.

## Historia
Fue fundada en 1652, como parte de la estructura de localidades fortificadas que Alejo I promovió para defender Rusia de las razias tártaras. Por aquí pasaba la zaséchnaya chertá, y en su origen se podía vigilar los alrededores de la ciudad desde una muralla con nueve torres. Los primeros colonos fueron dos mil cosacos de Zaporiyia procedentes de los regimientos de Chernígov y Nizhyn. En 1670, los habitantes de la ciudad colaboraron en la rebelión de Steñka Razin; hubo planes de desalojar la ciudad para evitar nuevas rebeliones, pero se amnistió a la población luego de que lograran detener a los tártaros de Crimea en las incursiones de 1673 y 1681. Desde finales del siglo XVIII, la ciudad se constituyó como capital de su propio uyezd en la gobernación de Vorónezh.
En 1895 se abrió aquí una estación de ferrocarril, en la línea de Járkiv a Balashov. En aquella época, los ucranianos seguían formando la mitad de la población urbana y casi toda la rural del uyezd. En 1918 pasó a formar parte de la República Popular Ucraniana, hasta que en 1919 fue ocupada por el Ejército Rojo. Fue un foco de guerrillas durante toda la guerra civil rusa, en la que perdió la mitad de su población. También sufrió gravemente las consecuencias de la Segunda Guerra Mundial, ya que en sus alrededores vivían numerosos alemanes de Württemberg que se habían asentado en la década de 1760, y todos sus descendientes fueron deportados en 1941 a Siberia para evitar que colaborasen con los invasores alemanes, que controlaron la ciudad entre 1942 y 1943. Tras recuperar la Unión Soviética el control de la zona en 1943, Ostrogozhsk se desarrolló como un núcleo industrial habitado casi exclusivamente por rusos étnicos.